# ハニーサックル
ハニーサックルとは、ラムをベースとするカクテルであり、ショートドリンク（ショートカクテル）に分類される。カクテル名の Honeysuckle はスイカズラ科のニオイニンドウ（ニンドウについては、スイカズラの記事を参照のこと）を指す英語である。

## 標準的なレシピ
- ホワイト・ラム ・・・ 3/4
- レモン・ジュース ・・・1/4
- 蜂蜜 ・・・ 1tsp

### 作り方
ホワイト・ラム、レモン・ジュース、蜂蜜をシェークして、カクテル・グラス（容量75〜90ml程度）に注げば完成である。なお、レモンジュースは、その場でレモンを絞ったものを使用するのがベストであるが、市販のジュースを用いても良い。

### 備考
- ラムは、ホワイト・ラムに限定される。
- 蜂蜜を混合するため、シェークはかなり強く行う必要がある。

## 参考
- 文献 -
- 稲 保幸 『カクテル・レシピ1000』 日東書院 2005年7月10日発行 ISBN 4-528-01412-2
- 社団法人日本バーテンダー協会編著 『ザ・カクテルブック』発行:株式会社柴田書店 1991年12月10日初版 ( ISBN 4-388-05666-9 )

- 外部リンク -
- 社団法人日本バーテンダー協会
- カクテルカタログジェニュイン
- CocktailDB （英文）